# Osama Chtiba
Osama Chtiba (Trípoli, 27 de setembro de 1988) é um futebolista líbio que atua como defensor.

## Carreira
Osama Chtiba representou o elenco da Seleção Líbia de Futebol no Campeonato Africano das Nações de 2012.